# Скоромнюк Михайло Олексійович
Михайло Олексійович Скоромнюк (нар. 22 лютого 1940, селище Биківка, тепер Романівського району Житомирської області) — український радянський партійний діяч. Депутат Верховної Ради УРСР 11-го скликання. Кандидат у члени ЦК КПУ в 1986—1990 роках. Доктор економічних наук, професор.

## Біографія
З 1956 року — тесляр будівельно-монтажного управління у місті Нова Каховка Херсонської області, муляр Биківського склозаводу, технік-лісовод Биківського лісництва Дзержинського району Житомирської області. Служив у Радянській армії.
Член КПРС з 1962 року.
З 1962 року — слюсар-інструментальник, секретар комітету ЛКСМУ Новокаховського електромашинобудівного заводу Херсонської області.
Закінчив Одеський політехнічний інститут.
З 1967 року — інструктор, завідувач відділу промисловості і транспорту, секретар Новокаховського міського комітету КПУ Херсонської області; завідувач відділу легкої і харчової промисловості Херсонського обласного комітету КПУ. Закінчив Академію суспільних наук при ЦК КПРС.
До 1984 року — секретар Херсонського обласного комітету КПУ.
У 1984—1988 роках — завідувач відділу легкої промисловості і товарів народного споживання ЦК КПУ.
Працював у Республіканському інституті підготовки менеджерів при Раді Міністрів Української РСР у Києві. Був проректором — директором інституту підвищення кваліфікації кадрів Української академії державного управління при Президентові України.
Професор Феодосійського державного фінансово-економічного інституту АР Крим. Професор Новокаховського політехнічного інституту Херсонської області.
Потім — на пенсії в місті Києві.

## Нагороди
- ордени
- медалі
- заслужений працівник промисловості України